# Lys-Haut-Layon
Lys-Haut-Layon – gmina we Francji, w regionie Kraj Loary, w departamencie Maine i Loara. W 2013 roku populacja Lys-Haut-Layon wynosiła 7877 mieszkańców.
Gmina została utworzona 1 stycznia 2016 roku z połączenia siedmiu ówczesnych gmin: Les Cerqueux-sous-Passavant, La Fosse-de-Tigné, Nueil-sur-Layon, Tancoigné, Tigné, Trémont oraz Vihiers. Siedzibą gminy została miejscowość Vihiers.